# آتش‌روی

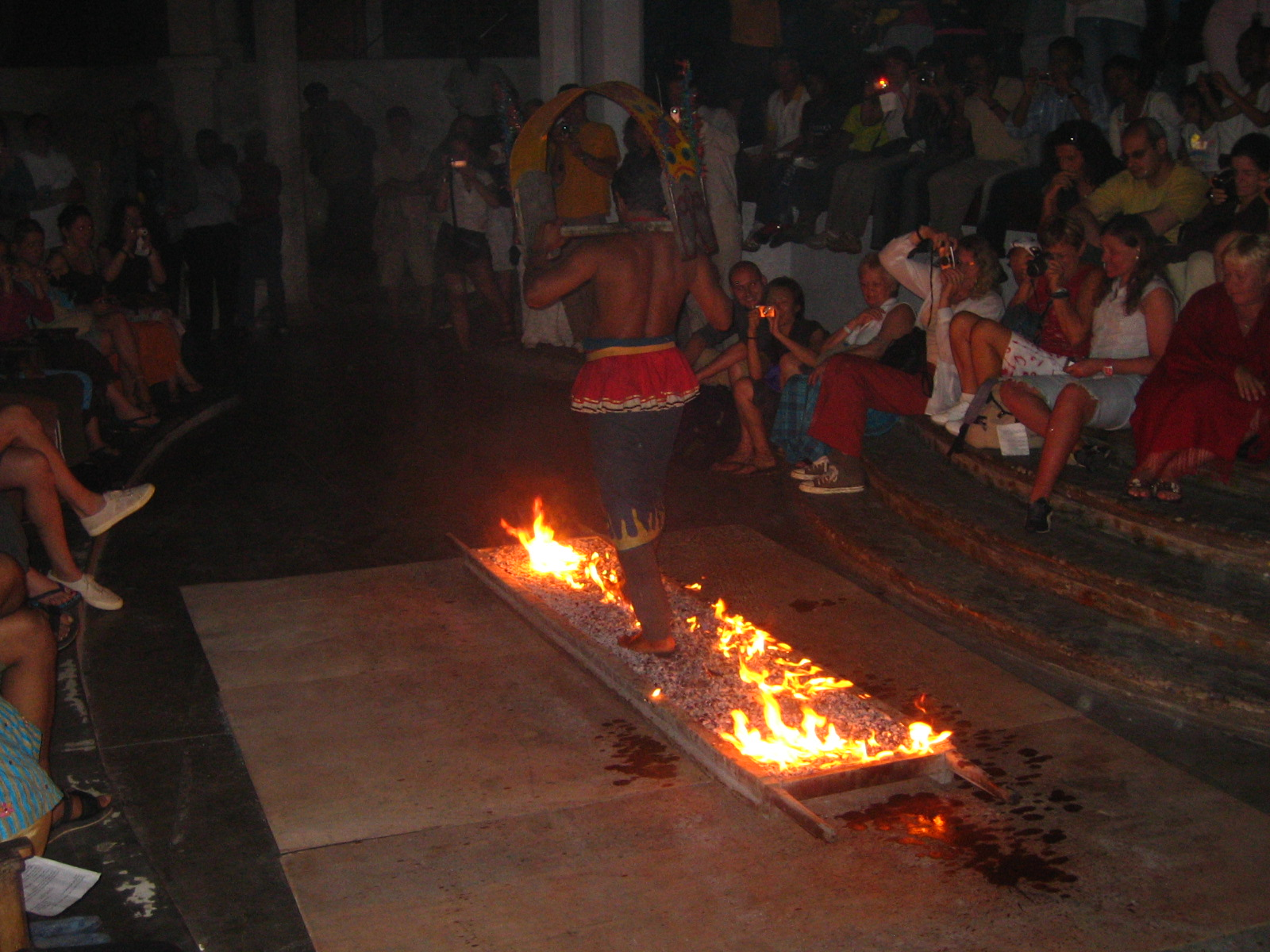
آتش‌روی در سری‌لانکا

آتش‌رَوی یا راه رفتن بر روی آتش عبارت است از راه رفتن با پای برهنه بر روی سطحی داغ به ویژه هیزم نیم‌سوز. 

## رواج
آتش‌روی از آیین‌های قدیمی در مناطق گوناگون جهان بوده است.
آتش‌روی در هند باستان رواج داشته و امروزه نیز از یونان گرفته تا چین و اقیانوسیه در برخی نقاط رواج دارد.
تولی بورکان، مؤلف آمریکایی در سده بیستم در سطح وسیع در آمریکا و اروپا آموزش آتش‌روی می‌داد تا از این طریق نشان دهد که این آیین یک امر فراطبیعی نیست، وی با تلاش‌های خود باعث آشنایی مردم با این پدیده و محبوبیت آن در غرب شد.

## علل
آتش‌روی معمولاً باعث سوختن پوست کف پا نمی‌شود یا این‌که سوختگی کمی به‌جا می‌گذارد. به عنوان یکی از دلایل آن گفته می‌شود که هیزم نیم‌سوز رسانای خوبی برای انتقال گرما نیست و با تماس کوتاه کف پا، گرما فرصت چندانی برای انتقال سریع از هیزم به پوست ندارد.

## فوائد
- شخص را با ترس‌هایش در تماس آورد و غلبه کردن بر ترس‌های ناسودمند را به او می آموزد.
- آزمودن توان و شجاعت افراد یا درجه ایمان مذهبی آنان
- دفع سودای اضافی بدن